# 济昌高速动车组列车
济昌高速动车组列车是中国铁路运行于山东省省会济南市济南西站至江西省省会南昌市南昌西站间的高速动车组列车，途经山东省、江苏省、安徽省、浙江省、江西省五省，客运乘务由济南局集团济南客运段担任。其中济南东站至南昌西站运行7小时54分，客运里程1499公里，使用车次为G644/645次；南昌西站至济南西站运行7小时41分，客运里程1455公里，使用车次为G646次。

## 历史
2014年12月10日，配合沪昆客运专线通车，原济南西~杭州东G61/62次经由沪昆高铁延长至南昌西站终到始发。
2022年6月20日，本对列车车次调整为G295/296次。
2025年7月1日，G295次列车延长至济南东站始发，车次调整为G644/645次；G296次列车车次相应调整为G646次。

## 使用列车
G295/296次使用配属于济南局集团济南东动车运用所的CR400AF-S。